# Order Cywilny Alfonsa X Mądrego
Order Cywilny Alfonsa X Mądrego (hisz. Orden Civil de Alfonso X el Sabio) – hiszpańskie odznaczenie cywilne ustanowione 11 kwietnia 1939 na cześć panującego w XIII wieku kastylijskiego króla Alfonsa X, znanego z zamiłowania do nauki, kultury i sztuki. Order ten przyznawany jest za zasługi w dziedzinie edukacji, nauki, kultury i badań. Zastąpił dawny królewski Order Cywilny Alfonsa XII.
Na awersie widnieje napis ALFONSO X EL SABIO REY DE CASTILLA Y DE LÉON (Alfons X Mądry Król Kastylii i Leonu), a na rewersie dewiza ALTIORA PETO (dążę wyżej).

## Podział na klasy
Dla osób fizycznych
- I klasa: Łańcuch (Collar) – nadawana przez głowę państwa (maks. 5 nadań)
- II klasa: Krzyż Wielki (Gran Cruz) – nadawana przez głowę państwa (maks. 500 nadań)
- III klasa: Komandor z Gwiazdą (Encomienda con Placa) – nadawana przez ministra edukacji (maks. 700 nadań)
- IV klasa: Komandor (Encomienda) – nadawana przez ministra edukacji
- V klasa: Krzyż (Cruz) – nadawana przez ministra edukacji (maks. 5 nadań)

Dodatkowo dawniej przyznawane:
- Kokarda (Lazo) – dla kobiet w latach 1955–1988
- Medal (Medalla) – w latach 1939–1988

Dla osób prawnych
- Krawat (Corbata) – nadawana przez głowę państwa (maks. 350 nadań)
- Odznaka Honorowa (Placa de Honor) – nadawana przez ministra edukacji